# Carlos Pinto Machado
Carlos Pinto Machado (1881 — Lisboa, Janeiro de 1934) foi um engenheiro português.

## Biografia
Exerceu como engenheiro na Direcção-Geral de Caminhos de Ferro.
Participou na cerimónia de inauguração do lanço entre Chapa e Celorico de Basto, em 20 de Março de 1932, e da nova Estação Ferroviária do Sul e Sueste, em 28 de Maio de 1932.
Na Década de 1930, fez parte de uma comissão que tinha sido criada para analisar as várias propostas apresentadas para a instalação das Oficinas Gerais do Barreiro.
Também trabalhou para o Conselho Nacional de Turismo, tendo sido membro de uma comissão nomeada em 9 de Março de 1933 para estudar as obras a fazer na Costa de Caparica, de forma a desenvolver o potencial turístico daquela zona.
Era irmão de Luís Pinto Machado, director geral da Assistência Pública.
Faleceu em Janeiro de 1934, na cidade de Lisboa, aos 54 anos de idade. O corpo foi depositado no Cemitério dos Prazeres. No funeral estiveram representantes da Assistência Pública, dos Asilos 28 de Maio, José Estevão Coelho de Magalhães, D. Maria Pia, Nuno Álvares, da Casa Pia, do orfanato-Escola Santa Isabel, e da Gazeta dos Caminhos de Ferro.
Carlos Pinto Machado foi homenageado durante uma festa em honra do engenheiro Álvaro de Sousa Rego, em 25 de Março de 1935.